# Aira scoparia
Aíra scopária  (лат.) — вид однодольных растений рода Айра (Aira) семейства Злаки (Poaceae). Впервые описан ботаником Луйо Адамовичем в 1904 году.

## Распространение
Эндемик Северной Македонии, известный из окрестностей Битолы.

## Ботаническое описание
Терофит. Однолетнее растение.
Стебель прямостоячий, длиной 3—40 см.
Листья преимущественно нитевидные, голые сверху, заострённые.
Соцветие — одиночная яйцевидная метёлка длиной 1—12 см, несёт колоски с 1—2 цветками, от продолговатой до яйцевидной формы, 2 мм в длину.
Плод — зерновка.